# Martna
Koordinaten: 58° 51′ N, 23° 48′ O
Martna (Martna küla) ist ein Dorf in der Landgemeinde Lääne-Nigula im Kreis Lääne im Nordwesten der Republik Estland. Bis 2017 war es der Hauptort einer gleichnamigen Landgemeinde. Sein historischer deutscher Name ist St. Martens.

## Einwohnerschaft und Lage
Der Ort hat 155 Einwohner (Stand 31. Dezember 2011). Seine Fläche beträgt 2,0 Quadratkilometer. Er liegt am Mittellauf des Flusses Rannamõisa (Rannamõisa jõgi), der in die Bucht von Matsalu mündet. Die Entfernung zur Landkreishauptstadt Haapsalu beträgt siebzehn Kilometer.

## Kirche

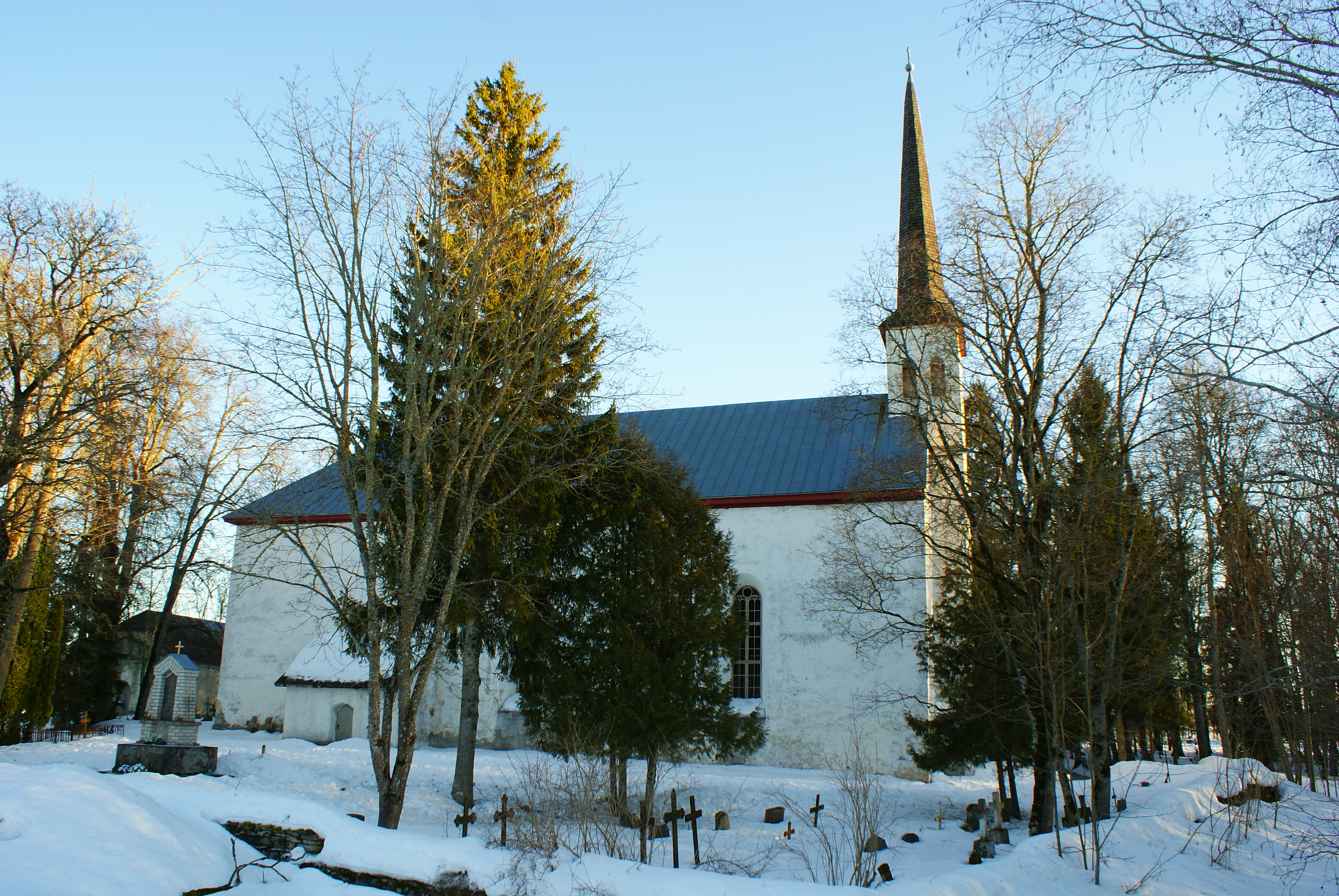
Kirche von Martna

Der ursprüngliche Name des Ortes war Ummern. Die Kirche von Martna wurde bereits Ende des 13. Jahrhunderts urkundlich erwähnt. Das Gotteshaus mit seinem Friedhof und dem Pastorat wurde zum Zentrum des Kirchspiels. Vom Patrozinium des Heiligen Martin leitet sich der heutige Name des Dorfes ab. Das heutige Dorf entstand als kompakte Siedlung erst nach dem Ersten Weltkrieg.
Die erste Kirche in Martna wurde bereits 1298 in den Kämpfen zwischen dem Deutschen Orden und dem Erzbischof von Riga zerstört. Die heutige Kirche wurde um 1500 unter der Ägide des Bischofs Johann III. Orgies errichtete, der das Bistum Ösel-Wiek bis 1515 leitete. Sein in die Wand eingefügter Wappenstein schmückt das Nordportal.
Charakteristisch für die Kirche sind das Langhaus und der kleine viereckige Westturm, der Ende des 17. Jahrhunderts angefügt wurde. Das heutige Aussehen der Kirche stammt von einem umfassenden Umbau in den 1860er Jahren. Der älteste Gegenstand in der Kirche ist der gotländische Taufstein, auch die Altarwand und die Kanzel im Empirestil sind wertvoll. Die Sammlung der aus dem 17.–18. Jahrhundert stammenden Wappenepitaphe gilt als die drittgrößte nach der Domkirche in Tallinn und der Nikolaus-Kirche.
2004 wurden in der Kirche mittelalterliche Wandbemalungen freigelegt. Erhalten ist der aus Gotland stammender Taufstein aus dem 14. Jahrhundert. Das um 1700 geschnitzte Altarretabel stammt von dem in Königsberg geborenen Meister Christian Ackermann. Die Kanzel aus der ersten Hälfte des 19. Jahrhunderts ist im Empirestil gehalten. Die Orgel ist eine Arbeit des estnischen Orgelbauers Carl August Tanton aus den 1820er Jahren.
Das Gotteshaus untersteht heute der Estnischen Evangelisch-Lutherischen Kirche (EELK).

## Persönlichkeiten
- Ferdinand Dietrich Nikolai Hoerschelmann (1834–1902), deutschbaltischer evangelischer Pastor und Hochschullehrer
- Hannes Oja (1919–2012), Journalist und Dichter